# Integumentum
Het integumentum (Latijn: bedekking) is bij dieren een orgaansysteem dat het lichaam beschermt tegen beschadigingen. Dit systeem bestaat uit huid, haar, schubben, nagels, zweetklieren en hun producten (zweet en slijm).

## Functies
Het integumentum kent een groot aantal functies die samenhangen met de homeostase van een organisme. Alle onderdelen werken samen om het interne milieu van het lichaam te behouden. De huid speelt de grootste rol in het systeem.
Het systeem kan:
- Het lichaam beschermen tegen kou of hitte
- Dieper gelegen weefsel en organen beschermen
- Afvalstoffen uitscheiden
- Beschermen tegen infecties door bacteriën of virussen
- Beschermen tegen zonnebrand
- Vitamine D voortbrengen onder invloed van ultraviolet licht
- Water, vet en vitamine D opslaan
- Beschermen tegen uitdroging

Het is tevens de plaats waar bepaalde zintuigreceptoren zitten zoals die voor pijn, druk en temperatuur. 

## Ziektes en verwondingen
Mogelijke ziektes die samenhangen met het menselijke integumentum zijn:
- Eczeem
- Blaar
- Infectie
- Zonnebrand
- Huidkanker
- Zwemmerseczeem